# Кенни (The Walking Dead)
Кенни (англ. Kenny) — персонаж серии видеоигр The Walking Dead жанра интерактивного кино от Telltale Games. Впервые появляется в The Walking Dead: The Game (2012) и выживает вместе с Ли, Кристой, Омидом и Клементиной. К концу игры они разлучаются, но после смерти Ли, Клементина снова встречает Кенни в The Walking Dead: Season Two (2013). Затем персонаж фигурирует во флешбэках The Walking Dead: A New Frontier (2016).

## Появления

### The Walking Dead: The Game
После начала зомби-апокалипсиса Кенни находится на ферме Хершела Грина вместе со своей женой Катей и сыном Даком. Он знакомится с прибывшими Ли и Клементиной. Ли может поговорить с Кенни и узнать, что до апокалипсиса он промышлял рыбалкой, но его жена Катя была не в восторге от этой работы. Затем его сына чуть не убивают ходячие, но вне зависимости от решений игрока, он остаётся жив. Затем Кенни с семьёй, Ли и Клем отправляется в Мейкон. Они встречают Ларри, его дочь Лили, Дага, Карли и Гленна. У Кенни и Ларри сразу натягиваются плохие отношения, поскольку последний хотел выставить за дверь Дака, считая, что тот укушен. Тем не менее, группе приходится выживать вместе, и они обустраиваются в мотеле. На протяжении трёх месяцев Кенни и его семья пребывает в мотеле. Они знакомятся с каннибалами Сент-Джонами, и, находясь у них в плену, Кенни убивает Ларри, чтобы тот не обратился в ходячего, когда у того начинается сердечный приступ. Вскоре Кенни считает, что нужно покинуть мотель, и на лагерь снова нападают бандиты. Группа уезжает на фургоне, но Дака успевают укусить ходячие. Герои находят поезд, а Даку становится всё хуже. Кате приходится застрелить его, чтобы он не обратился, но у неё не хватает духа, и она убивает себя. В тот день Кенни теряет жену и сына. В горести он продолжает путь с Ли, Клем, студентом Беном и бездомным Чаком. Они прибывают в Саванну, чтобы найти лодку. После прибытия в город, группу настигают ходячие, но Кенни вместе с группой удаётся сбежать, и забежать в дом, в котором они позже остановятся. Группа посещает вымершую коммуну Кроуфорд и вскоре обнаруживает лодку в гараже дома, в котором прятались, но её забирают оставшиеся выжившие Кроуфорда. Тем временем Клементину похищает незнакомец, и в зависимости от выборов игрока в отношении Кенни, тот решает, пойти с Ли или нет. После нашествия ходячих в дом в котором останавливались персонажи, группа Ли залезает на чердак, Кенни завязывает спор, что Ли заражён, и они не смогут спасти Клементину если он превратится, спор чуть не доходит до драки, но Кенни/Ли берут статую которая была неподалёку, и бросают в стену, после чего спор прекращается. Выясняется, что стена вся прогнила, и Кенни берёт вешалку, и начинает бить стену, после того как Кенни пробил немного стену, он садится на диван, и думает как ему всё это пережить, он в зависимости от выборов рассказывает Кристе, что раньше они либо ссорились постоянно, либо что они друзья. После того как пробили стену, группа залезает внутрь стены, и попадают в комнату, в которой погибла семья, взявшись за руки, Кенни говорит, что нельзя сдаваться, нужно идти до конца, и что он поможет найти Клементину. В конце концов при любом раскладе Кенни оказывается окружён ходячими, и кажется, что ему не выжить.

### The Walking Dead: Season Two
Кенни выжил и через 2 года встретил подросшую Клементину, когда Ли уже умер. К тому времени Кенни состоял в отношениях с Саритой и жил в лыжном домике. Кенни принял Клем и её новую группу, но за ними пришёл Карвер, который был лидером общины, из которой те сбежали. Силой он заставил их вернуться в общину, забрав с собой также Кенни и Сариту. Когда герои обсудили план побега, Клементина добыла рацию для Люка, но Карвер заметил пропажу. Кенни взял вину на себя, за что Карвер жестоко избил его. Кенни потерял левый глаз. Однако вскоре, при побеге, Кенни отомстил ему, также жестоко изувечив Карвера. Группе удаётся сбежать, но Сариту кусают. Кенни тяжело переживает потерю ещё одной возлюбленной и срывает гнев на Клементине. У Ребекки рождается ребёнок, и Кенни заботится о нём, как о сыне. Однако отношения между Кенни и остальными членами группы накаляются. Вскоре герои встречают группу русских, одного из которых (Арво) ограбили Клем и Джейн. Ребекка начинает умирать и обращаться в ходячего, тогда либо Клем, либо Кенни стреляют в неё, чтобы она не укусила младенца Эй-Джея. После перестрелки с русскими группа берёт в плен Арво. Кенни очень жестоко обходится с парнем, но другие члены группы проникаются им. Когда они видят, что Кенни совсем сходит с ума, они решают сбежать. Арво ранит Клементину из винтовки, но она приходит в себя в машине с Кенни и Джейн. Взрослые спорят о том, куда им направляться, и Джейн тоже собирается отвернуться от Кенни. Когда Кенни выходит осмотреться на дороге, она прячет Эй-Джея, выставляя всё так, что малыш погиб. Кенни в ярости бросается на Джейн, и начинается ожесточённая битва. Клем может позволить Кенни убить Джейн или застрелить его. Если она оставляет Кенни жить, то она может уйти одна или с ним. Если мы не станем стрелять в Кенни, то игра даст нам шанс застрелить его уже после убийства Джейн; если мы его застрелим, то Клементина пойдёт одна вместе с Эй-Джеем. А если мы пойдём с Кенни, Клем и Кенни добираются до Веллингтона. Там им говорят, что могут взять только девочку и младенца. И в зависимости от выбора Клем может остаться с Кенни, или пойти в Веллингтон по его просьбе. Если мы пойдём в Веллингтон, то Кенни уйдёт один в неизвестность, и больше мы его не встретим. А если мы останемся с Кенни, то он возьмёт сумку с припасами, и они вместе пойдут выживать одни.

### The Walking Dead: A New Frontier
После выбора остаться с Кенни в предыдущем сезоне, он появится в двух флешбэках. В первом он обучает Клем водить машину, но происходит авария, и Кенни ломает ноги. Он отвлекает ходячих, чтобы Клементина и Эй-Джей смогли спастись. Действие второго флешбэка происходит не задолго до автокатастрофы, Клементина показывает Эй-Джею театр теней. В это время Кенни возвращается из леса и говорит, что тоже показывал это Даку. В это время костёр потух, и Кенни просит Клем принести зажигалку из сумки. Клем зажигает костёр, а Эй-Джей начинает плакать из-за того, что в сторону приближается ходячий. Клем замечает его и убивает камнем. Кенни вытаскивает пистолет и проверяет, нет ли ходячих поблизости. После он рассказывает Клем, как стать хорошей матерью. Кенни подумал, что не нужно ждать, что когда-нибудь их пустят в Веллингтон и пора бы отправиться во Флориду и поискать там хороших людей. Спустя некоторое время Кенни начал показывать Эй-Джею теневого лося.

## Отзывы и критика
Нил Болт из Bloody Disgusting называл Кенни «самым интересным персонажем» в серии от Telltale. Журналист отмечал, что больше всего страданий он пережил в первой игре, но рост героя лучше был показан во втором сезоне. Александра Уоррен из Screen Rant включила Кенни в список 10 лучших персонажей The Walking Dead от Telltale Games. Она писала, что «многие любят Кенни за то, что он делает всё, чтобы защитить детей группы», а также за «его отношения с Клементиной и Ли». Джеррад Вич из Game Rant поставил Кенни в топ 9 самых запоминающихся персонажей серии от Telltale. Он посчитал, что у Кенни достойные концовки. Ник Даникола из PopMatters посчитал, что Кенни «в конечном итоге сделал второй сезон лучше, превратив его в прямую противоположность первому сезону».